# Homer alla battuta
Homer alla battuta (Homer at the Bat) è il diciassettesimo episodio della terza stagione de I Simpson, trasmesso per la prima volta negli Stati Uniti il 20 febbraio 1992. L'episodio segue la squadra di softball della Centrale nucleare di Springfield, guidata da Homer, reduce da una stagione di successo e in finale nel campionato. Mr. Burns fa una cospicua scommessa sulla vittoria della squadra e ingaggia nove giocatori delle "leghe maggiori" per assicurarsi il successo. L'episodio fu scritto da John Swartzwelder, appassionato di baseball, e diretto da Jim Reardon.
Roger Clemens, Wade Boggs, Ken Griffey Jr., Steve Sax, Ozzie Smith, José Canseco, Don Mattingly, Darryl Strawberry e Mike Scioscia apparvero tutti come ospiti speciali nel ruolo di sé stessi, interpretando i giocatori assunti da Mr. Burns. Terry Cashman cantò la canzone che precedette la sigla finale. Le voci delle guest star vennero registrate nell'arco di diversi mesi, con differenti gradi di cooperazione. L'episodio è spesso menzionato tra i migliori della serie ed è stato il primo a battere negli indici d'ascolto il Cosby Show durante la sua trasmissione originaria.

## Trama
È la stagione del softball a Springfield e molti dipendenti della Centrale nucleare sono riluttanti ad iscriversi alla squadra a causa dello scarso successo avuto l'anno precedente. Homer rivela di avere un'arma segreta, così i suoi colleghi decidono di unirsi alla squadra. Al primo allenamento l'arma segreta si rivelerà essere una mazza da baseball fatta in casa, chiamata da Homer mazza magica. Grazie in larga misura ad Homer, la squadra rimane imbattuta per tutta la stagione e guadagna il diritto di disputare la finale contro la squadra della Centrale nucleare di Shelbyville.
Mr. Burns fa una scommessa da un milione di dollari con Aristotele Amadopoulos, proprietario della centrale di Shelbyville, sulla vittoria della sua squadra. Per assicurarsela, il milionario decide di assumere le stelle della maggiore lega di baseball americana, scegliendo giocatori come Shoeless Joe Jackson, Pie Traynor, Harry Hooper, Honus Wagner, Cap Anson, Nap Lajoie, Gabby Street, Mordecai "Tre dita" Brown e Jim Creighton (l'ultimo dei quali è morto da 130 anni). Waylon Smithers informa Mr. Burns che tutti i giocatori scelti sono deceduti o si sono ritirati, così Mr. Burns decide di cambiare strategia e ordina a Smithers di ingaggiare campioni in attività, che assume nove giocatori della Major League Baseball: Roger Clemens, Wade Boggs, Ken Griffey Jr., Steve Sax, Ozzie Smith, José Canseco, Don Mattingly, Darryl Strawberry e Mike Scioscia, assegnando loro mansioni fittizie alla centrale, così che possano giocare nella squadra, scatenando le ire dei dipendenti che avevano portato la squadra alla finale.
Ad ogni modo, prima della partita, otto delle nove stelle furono protagoniste di episodi sfortunati che gli impedirono di scendere in campo: Clemens credette di essere diventato una gallina a causa di un malvagio ipnotizzatore; Boggs cadde a terra privo di sensi colpito da Barney nella taverna di Boe (dopo una discussione su chi dovesse essere considerato il più grande Primo ministro del Regno Unito, Lord Palmerston o Pitt il Maggiore); Griffey Jr. subisce un'intossicazione dopo aver assunto un tonico per i nervi, che gli provoca un caso estremo di gigantismo; Sax è arrestato e condotto in prigione, sospettato di avere commesso a New York diversi omicidi rimasti insoluti; Smith scompare nel "luogo misterioso" di Springfield; Canseco è impegnato a salvare una donna a causa di un incendio casalingo; Mattingly è cacciato dalla squadra dal Signor Burns perché non si era tagliato le basette e Scioscia venne ricoverato in ospedale a causa di un avvelenamento da radiazioni subito lavorando alla centrale. Gli eventi non lasciano a Burns che un'unica alternativa: impiegare i giocatori regolari della centrale, assieme a Strawberry, l'unica stella a disposizione. Il proprietario fa un discorso dicendo di sapere di essere odiato dalla squadra per averla sostituita con i giocatori della MLB, ordinandogli tuttavia di vincere. Homer rimane in panchina poiché Strawberry gioca nel suo ruolo.
Con il punteggio in parità e le basi tutte occupate, con due out nel nono e ultimo inning, Burns fa entrare in campo un battitore destro contro un lanciatore mancino. Homer rileva così Strawberry venendo colpito alla testa nel primo lancio, lasciandolo privo di sensi, ma permettendo alla centrale di vincere. La squadra conquista così il titolo e Homer, ancora incosciente, è portato in parata come un eroe.

## Produzione
Homer alla battuta richiese un lungo tempo di produzione. Fu sceneggiato da John Swartzwelder, un grande appassionato di baseball, ma suggerito da Sam Simon, che desiderava realizzare un episodio che ospitasse come protagonisti reali giocatori della Major League Baseball . I produttori esercutivi Al Jean e Mike Reiss dubitarono che sarebbero stati in grado di reclutare nove giocatori, pensando che, al massimo, ne avrebbero ottenuti tre. Tuttavia, ben nove giocatori acconsentirono a partecipare come guest star. Le registrazioni avvennero lungo un periodo di sei mesi,, in un periodo della stagione durante la quale affrontavano sia i Los Angeles Dodgers che i California Angels. Ogni giocatore registrò la propria parte in circa cinque minuti trascorrendo l'ora successiva a firmare autografi per lo staff. In diversi casi, gli sceneggiatori non riuscirono ad ottenere il giocatore di prima scelta. Quattro giocatori che rinunciarono alla possibilità di comparire come guest star furono Nolan Ryan, Rickey Henderson, Ryne Sandberg e Carlton Fisk.

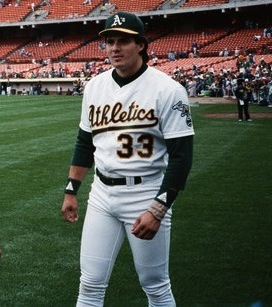
A José Canseco inizialmente non piacque la parte che era stata scritta per il suo personaggio, chiedendo fosse rivista

Tutti i giocatori furono collaborativi ad eccezione di José Canseco, che con atteggiamento intimidatorio manifestava di non apprezzare la sua parte, insistendo che dovesse essere riscritta, così gli scrittori tentarono di rendere il suo personaggio il più eroico possibile. Originariamente avrebbe dovuto svegliarsi a letto con Edna Caprapall e perdere la partita, ma la moglie di Canseco, Esther Haddad, non era d'accordo. Pur trovando molto facile recitare, non gli piacque la sua caricatura, affermando che "l'animazione non gli somigliava affatto" . Quando nel 2007 un giornalista del San Jose Mercury News, gli chiese di parlare della sua parte nell'episodio, lui rispose : "è stato cento anni fa" sbatté il telefono e non rispose più a nessuna delle successiva chiamate per un'intervista su quel ruolo.
Durante la registrazione, Ken Griffey Jr. si sentì frustrato in quanto non capiva la frase che avrebbe dovuto recitare : "c'è una festa nella mia bocca e tutti sono invitati". Il campione fu diretto da Mike Reiss e da suo padre Ken Griffey Sr., anch'egli presente, nel tentativo di aiutare suo figlio. Diretti da Jeff Martin , Roger Clemens e Wade Boggs erano le "voci" delle galline, mentre Mike Reiss coordinò la maggior parte dei giocatori. Mike Scioscia accettò il ruolo in "mezzo secondo", mentre Ozzie Smith affermò che gli sarebbe piaciuto essere nuovamente ospite "così da potere uscire dal Luogo misterioso di Springfield." Don Mattingly, che fu costretto a tagliarsi i "basettoni" da Mr. Burns durante l'episodio, in seguito ebbe davvero una "controversia sui capelli", mentre stava giocando per i New York Yankees. Lo staff degli allenatori lo costrinse a tagliarsi i suoi lunghi capelli dopo che per un breve tempo fu escluso dalla formazione della squadra. Molti ritennero che lo scherzo dell'episodio si riferisse a questo incidente, ma "Homer alla battuta" fu registrato un anno prima che ciò accadesse. Molte delle guest star, inclusi Terry Cashman, Wade Boggs e Darryl Strawberry di affermarono di essere conosciuti grazie alla partecipazione a questo episodio. Cashman addirittura affermò che "Talkin' Softball" è richiesto più di "Talkin' Baseball".
Una delle sequenze più difficili registrate durante la fase di editing fu la sequenza dell'ipnotizzazione, sequenza che richiedeva la presenza di tutte le voci delle guest star. Le complessità era dovuta al fatto che tutte le parti erano state registrate in momenti diversi. Inizialmente l'episodio avrebbe dovuto essere diretto da Rich Moore, ma il regista non era un esperto di baseball per cui il coordinamento fu affidato a Jim Reardon, un grande appassionato dello sport. A Moore fu invece assegnato l'episodio "Lisa l'indovina" .

## Accoglienza

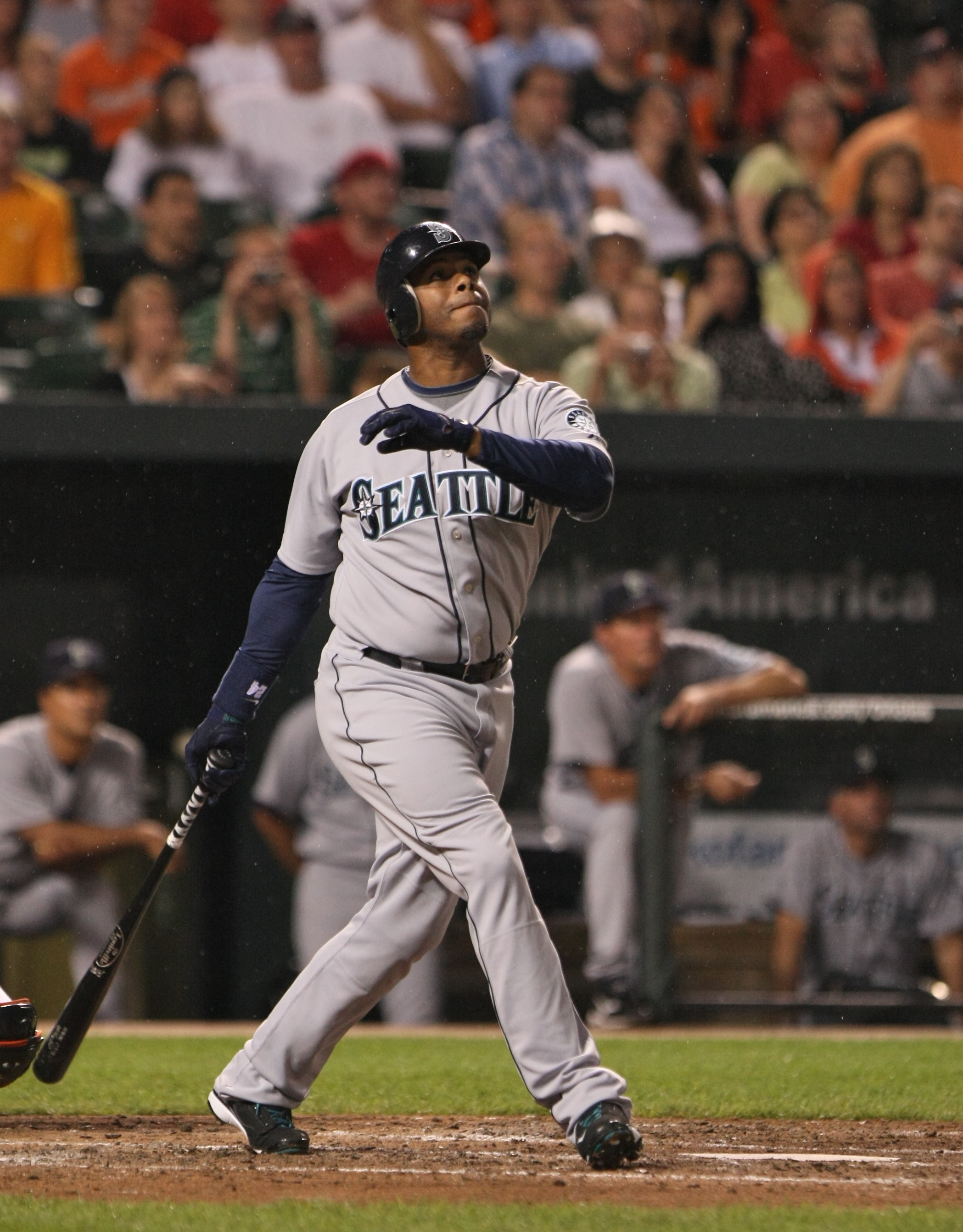
Ken Griffey Jr., l'ultimo giocatore attivo a comparire nell'episodio

Durante la precedente stagione, la Fox aveva inserito I Simpson nella fascia oraria in diretta competizione con I Robinson, che da allora si era sempre classificato vincitore nella sfida dell'audience statunitense . "Homer alla battuta" fu protagonista di un rating di 15,9 con uno share del 23% , conquistando per la prima volta la fascia oraria, mentre I Robinson ebbe un 13,2 di rating con un 20% di share. Fu la prima volta che un nuovo episodio dei Simpson batté un nuovo episodio de I Robinson. L'ex produttore esecutivo Sam Simon e l'attuale produttore Al Jean lo hanno giudicato il loro episodio preferito. I membri regolari del cast Harry Shearer e Julie Kavner non lo apprezzarono a causa del suo focalizzarsi sulle guest star e per il suo tono surreale. In particolare vennero infastiditi dallo scherzo sui basettoni di Mattingly.

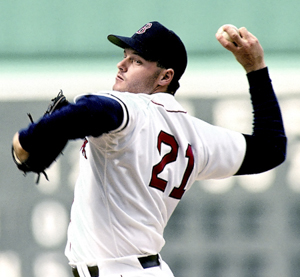
Roger Clemens fu uno dei nove giocatori che furono le guest star dell'episodio

Warren Martyn e Adrian Wood, autori del libro "I Can't Believe It's a Bigger and Better Updated Unofficial Simpsons Guide", acclamarono l'episodio, definendolo "un grande episodio, divertente grazie agli incidenti che coinvolgono i giocatori professionisti." Chris Turner, autore del libro Planet Simpson, disse che l'episodio fu indicatore che finalmente "L'Età dell'oro dello show era arrivata." Nate Meyers assegnò all'episodio quattro stelle e mezzo su cinque, affermando "il copione fa un ottimo uso delle superstar del baseball, ognuno è dotato di una forte personalità e di tantissima energia (il momento migliore è lo scontro di Mattingly con Mr. Burns)." Colin Jacobson non apprezzò l'episodio: "Quando fu trasmesso per la prima volta, non mi piacque. Mentre ho seguito poco lo show nell'ultimo decennio, penso ancora che sia generalmente debole e sicuramente il peggiore della terza stagione."
Entertainment Weekly inserì l'episodio al quindicesimo posto tra i miglior venticinque di tutti i tempi de I Simpson, notando che "fu la prima prova che I Simpson potevano arruolare una squadra di guest star senza trascurare la famiglia."

## Effetti nel mondo reale
L'episodio è accreditato per avere salvato almeno un paio di vite. Durante la scena in cui Homer si soffoca con una ciambella, un poster appeso al muro dietro di lui al lavoro descrive come applicare la manovra di Heimlich. Nel maggio 1992, Chris Bencze riuscì a salvare la vita di suo fratello applicando su di esso la manovra di Heimlich dopo averla vista nell'episodio, e nel dicembre 2007 Aiden Bateman riuscì a salvare la vita dell'amico Alex Hardy per lo stesso motivo.